# أليس غيورين كريست
أليس غيورين كريست (بالإنجليزية: Alice Guerin Crist)‏ (6 فبراير 1876، مقاطعة كلير في جمهورية أيرلندا - 13 يونيو 1941، توومبا في أستراليا)؛ شاعرة، كاتِبة وروائية أسترالية-بريطانية.